# Timroseite
La timroseite (simbolo IMA: Tim) è un minerale appartenente alla famiglia degli "solfati (selenati, tellurati, cromati, molibdati, tungstati)" con composizione chimica Pb2Cu5(TeO6)2(OH)2.

## Etimologia e storia
La timroseite prende il nome da Timothy Rose, geochimico californiano, collezionista di minerali, che ha raccolto per primo il minerale.
Un altro minerale, la paratimroseite, allude con il suo nome alla timroseite a causa della composizione chimica molto simile (Pb2Cu4(TeO6)2(OH)2).

## Classificazione
La timroseite è stata approvata dall'Associazione Mineralogica Internazionale (IMA) come specie minerale indipendente nel 2009, ma non ha fatto in tempo a essere inserita nella nona edizione della sistematica dei minerali di Strunz, aggiornata dall'IMA fino a quell'anno.
Il minerale viene però classificato nell'edizione successiva, proseguita dal database "mindat.org" e chiamata Classificazione Strunz-mindat, dove la timroseite è elencata nella classe "7. Solfati (selenati, tellurati, cromati, molibdati, tungstati)" e nella sottoclasse "7.B Solfati (selenati, ecc.) con anioni aggiuntivi, senza H2O"; questa viene ulteriormente suddivisa in base alla dimensione dei cationi coinvolti, in modo da trovare il minerale nella sezione "7.BB Con cationi di media dimensione", dove forma il sistema nº 7.BB.65 come unico membro.
Nella Sistematica dei lapis (Lapis-Systematik) di Stefan Weiß la timroseite si trova nella classe degli "ossidi" e nella sottoclasse dei "solfiti, seleniti, telluriti"; qui il minerale è nella sezione "tellurati con gruppi [Te6+O6]6- e strutture correlate" dove forma il sistema nº IV/K.15 insieme ad agaite, andychristyite, backite, bairdite, brumadoite, cesbronite, cuzticite, dagenaisite, eckhardite, frankhawthorneite, fuettererite, jensenite, khinite, kuranakhite, leisingite, mcalpineite, markcooperite, montanite, ottoite, paratimroseite, raisaite, mojaveite, utahite, xocolatlite, xocomecatlite e yafsoanite.

## Abito cristallino
La timroseite cristallizza nel sistema ortorombico nel gruppo spaziale P21nm (gruppo nº 31) con i parametri reticolari a = 5,2000(2) Å, b = 9,6225(4) Å e c = 11,5340(5) Å, oltre a 2 unità di formula per cella unitaria.

## Origine e giacitura
La timroseite si forma come fase secondaria sulle superfici di frattura e in piccole cavità nelle vene di quarzo; la sua origine è dall'ossidazione parziale di solfuri primari e tellururi (come, rispettivamente, galena e hessite) durante o dopo la brecciatura delle vene di quarzo. Il minerale è stato trovato associato ad acantite, cerussite, clorargirite ricca di cromo, crisocolla, oro, housleyite, iodargirite, khinite, markcooperite, ottoite, paratimroseite, thorneite, vauquelinite e wulfenite.
La timroseite è un minerale molto raro ed è stato trovato solo in località statunitensi: la miniera "Aga" e il cumulo "Bird Nest" nei pressi di Baker (contea di San Bernardino, California), che sono le sue località tipo; inoltre la timroseite è stata rinvenuta anche nella miniere "Emerald" e "Reef" (contea di Cochise, Arizona) e nella miniera "Vesley" (contea di Hidalgo, Nuovo Messico).

## Forma in cui si presenta in natura
La timroseite si presenta come masse irregolari e arrotondate, e raramente come rombi o placche a forma di diamante o in aggregati subparalleli simili a fasci con dimensioni fino a 0,5 mm. Il colore del minerale è verde oliva o verde lime e raramente verde oliva scuro; il suo striscio è verde giallastro molto pallido, con lucentezza adamantina.